# Lycopus (chi nhện)
Lycopus là một chi nhện trong họ Thomisidae.

## Hình ảnh

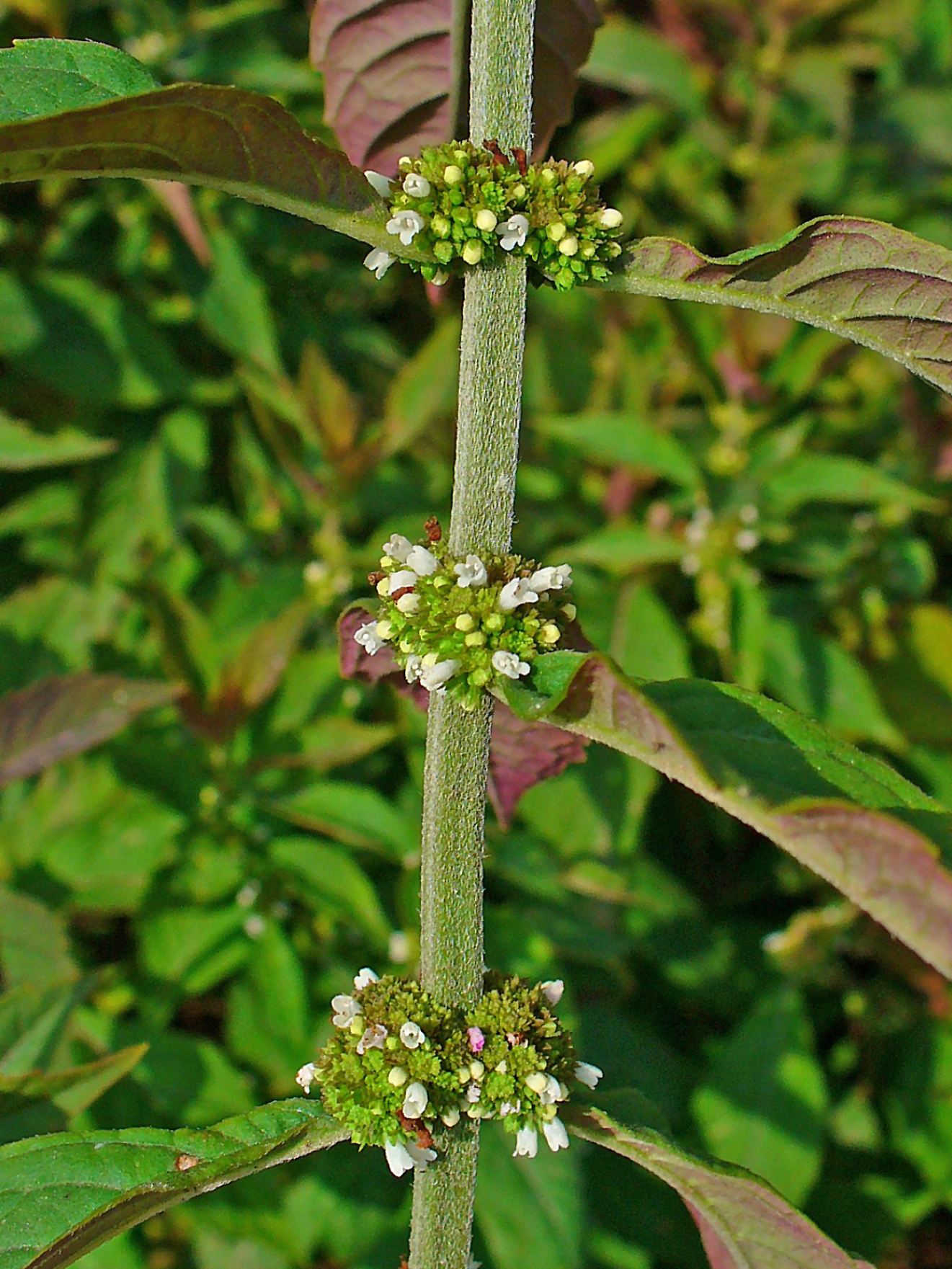
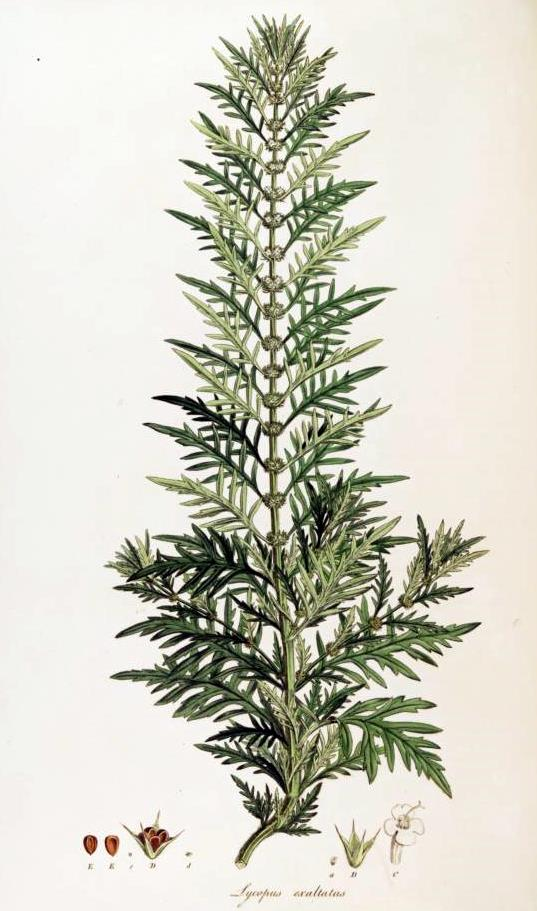
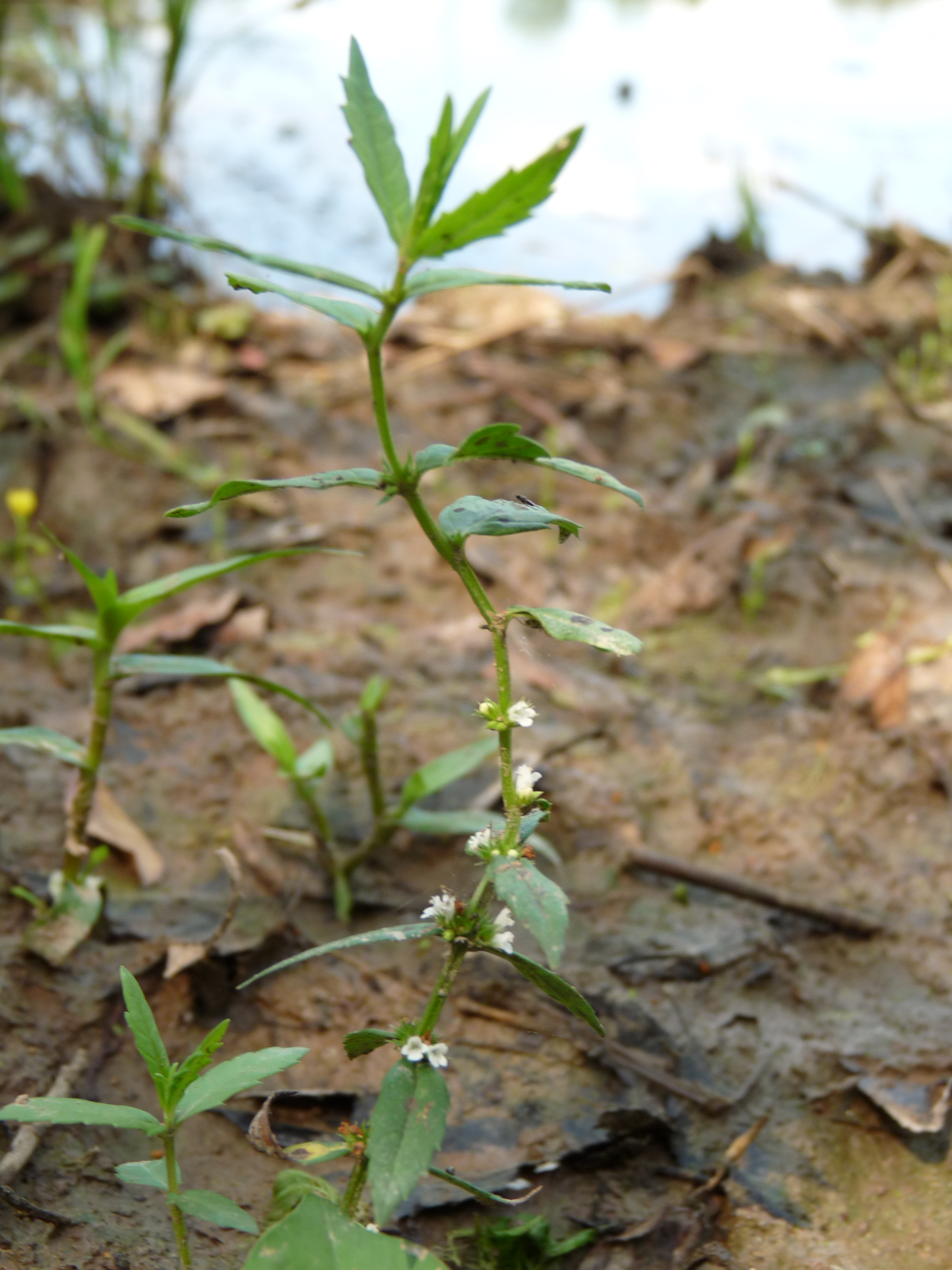